# Пайн-Гіллс (Флорида)
Пайн-Гіллс (англ. Pine Hills) — переписна місцевість (CDP) в США, в окрузі Орандж штату Флорида. Населення — 66 111 особа (2020).

## Географія
Пайн-Гіллс розташований за координатами 28°34′54″ пн. ш. 81°28′10″ зх. д. / 28.58167° пн. ш. 81.46944° зх. д. (28.581802, -81.469536).  За даними Бюро перепису населення США в 2010 році переписна місцевість мала площу 33,00 км², з яких 31,73 км² — суходіл та 1,28 км² — водойми.

## Демографія
Згідно з переписом 2010 року, у переписній місцевості мешкало 60 076 осіб у 19 437 домогосподарствах у складі 14 389 родин. Густота населення становила 1820 осіб/км².  Було 22812 помешкання (691/км²).
Расовий склад населення:
| - 67,6 % — чорних або афроамериканців - 19,6 % — білих - 3,8 % — азіатів - 0,5 % — корінних американців - 0,1 % — вихідців з тихоокеанських островів - 5,1 % — осіб інших рас |

До двох чи більше рас належало 3,4 %. Частка іспаномовних становила 13,9 % від усіх жителів.
За віковим діапазоном населення розподілялося таким чином: 29,8 % — особи молодші 18 років, 61,0 % — особи у віці 18—64 років, 9,2 % — особи у віці 65 років та старші. Медіана віку мешканця становила 32,3 року. На 100 осіб жіночої статі у переписній місцевості припадало 88,7 чоловіків;  на 100 жінок у віці від 18 років та старших — 83,1 чоловіків також старших 18 років.
Середній дохід на одне домашнє господарство  становив 45 550 доларів США (медіана — 35 854), а середній дохід на одну сім'ю — 48 049 доларів (медіана — 38 832). Медіана доходів становила 30 314 долари для чоловіків та 26 263 долари для жінок. За межею бідності перебувало 26,8 % осіб, у тому числі 41,7 % дітей у віці до 18 років та 16,0 % осіб у віці 65 років та старших.
Цивільне працевлаштоване населення становило 30 456 осіб. Основні галузі зайнятості: мистецтво, розваги та відпочинок — 21,3 %, освіта, охорона здоров'я та соціальна допомога — 19,1 %, роздрібна торгівля — 15,1 %.